# 59390 Habermas
59390 Habermas è un asteroide della fascia principale. Scoperto nel 1999, presenta un'orbita caratterizzata da un semiasse maggiore pari a 2,9375600 UA e da un'eccentricità di 0,1007433, inclinata di 6,41997° rispetto all'eclittica.